# Kopplungseffekt
Der Kopplungseffekt ist ein Standortkonzept, dass das Absatzpotential der gekoppelten Unternehmungen erhöht und entsteht durch den Verbund ähnlicher, ergänzender Betriebstypen durch räumliche Nähe. Dieser Effekt ist auch im deutschen Lebensmitteleinzelhandel zu beobachten, wo sich Konkurrenten am selben Standort ansiedeln. Dabei sollen sich die Sortimente der Rivalen ergänzen und somit für die Kunden stärkere Anreize zum Besuch der Händlerniederlassungen bieten. Beispielsweise ergänzt ein Supermarkt das Sortiment eines Discounters. Zusätzliche Bequemlichkeit bietet dieses Standortkonzept dadurch, dass der Kunde oftmals von einem Parkplatz aus mehrere Händler aufsuchen kann, um seinen Bedarf zu decken. Der aktuelle Trend zeigt verstärkte Kopplungsaktivitäten im LEH.